# يوسف فاكيا
يوسف فاكيا (30 سبتمبر 1993 بصالحية في إيران - ) هو لاعب كرة قدم إيراني في مركز الدفاع. شارك مع منتخب إيران تحت 17 سنة لكرة القدم ومنتخب إيران تحت 20 سنة لكرة القدم ومنتخب إيران تحت 23 سنة لكرة القدم. أما مع النوادي، فقد لعب مع نادي فولاد خوزستان.